# ロドルフォ・ブランコ
ロドルフォ・ブランコ（Rodolfo Blanco、1966年6月14日 - ）は、コロンビアのプロボクサー。サン・オノフレ出身。元IBF世界フライ級王者。

## 来歴
1982年3月5日、プロデビュー戦を行い4回判定負けでデビュー戦は黒星スタート。
1984年7月27日、コロンビアのライトフライ級王者アグスティン・ガルシアと対戦し10回判定負けで王座獲得に失敗した。
1986年1月31日、コロンビアのライトフライ級王者アグスティン・ガルシアと2年振りに再戦し、10回判定勝ちを収め前戦の借りを返すと共に王座獲得に成功した。
1987年9月20日、世界初挑戦が初の海外試合。大韓民国仁川でWBA世界ライトフライ級王者柳明佑に挑戦したが8回2分18秒TKO負けで王座獲得に失敗した。
9戦連続KO勝利と立て直したブランコは1990年9月15日、イギリス北アイルランドベルファストのキングス・ホールでデーブ・マコーリーと対戦しマコーリーから2回と3回と11回にそれぞれダウンを奪うも9回にダウンを奪われ12回0-3(113-117、110-115、111-113)の判定負けで王座獲得に失敗した。
1992年6月11日、スペインビルバオのスポーツ・パビリオンでデーブ・マコーリーと再戦し、接戦ながらも12回3-0(2者が114-113、115-112)の判定勝ちで悲願の王座獲得に成功した。
1992年11月29日、タイで13戦全勝のピチット・シスパンプラチャンと対戦し3回2分2秒KO負けで初防衛に失敗し王座から陥落した。
フロリダ州マイアミに活動拠点を移したが王座陥落を含めると泥沼の4連敗になった。
1997年8月7日、コネチカット州マシャンタケットのフォックスウッズ・リゾート・カジノでウィリアム・アルバラードとNABF北米スーパーフライ級王座決定戦を行い、12回判定勝ちで王座獲得に成功した。
1998年2月13日、ニューメキシコ州アルバカーキのザ・ピッドでWBO・IBF世界スーパーフライ級王者ジョニー・タピアと対戦し12回0-3(108-119、2者が107-120)の判定負けで2階級制覇に失敗した。
1998年8月8日、WBAフェデラテンバンタム級王者クアウテモック・ゴメスと対戦し12回判定負けで王座獲得に失敗した。
1998年9月25日、後のWBA世界フライ級・WBO世界バンタム級暫定王者エリック・モレルと対戦し6回TKO負け。
2000年1月8日、後の2階級制覇王者ダニー・ロメロと対戦し初回56秒高速KO負け。
2001年12月21日、フランスで後のWBA世界ライトフライ級王者ブライム・アスロウムと対戦し6回判定負け。
2002年8月10日、リカルド・メディナとの対戦で4回1分34秒KO負けを最後に現役を引退した。

## 獲得タイトル
- コロンビアライトフライ級王座
- IBF世界フライ級王座（防衛0）
- NABF北米スーパーフライ級王座